# South West Coast Path
South West Coast Path – szlak turystyczny będący jednym ze szlaków National Trails, znajdujący się w południowo-zachodniej Anglii o długości 1014 km, prowadzący z Minehead w hrabstwie Somerset wzdłuż wybrzeża Kanału Bristolskiego, Oceanu Atlantyckiego i kanału La Manche do Poole w hrabstwie Dorset. Jest najdłuższym szlakiem turystycznym pieszym Wielkiej Brytanii.

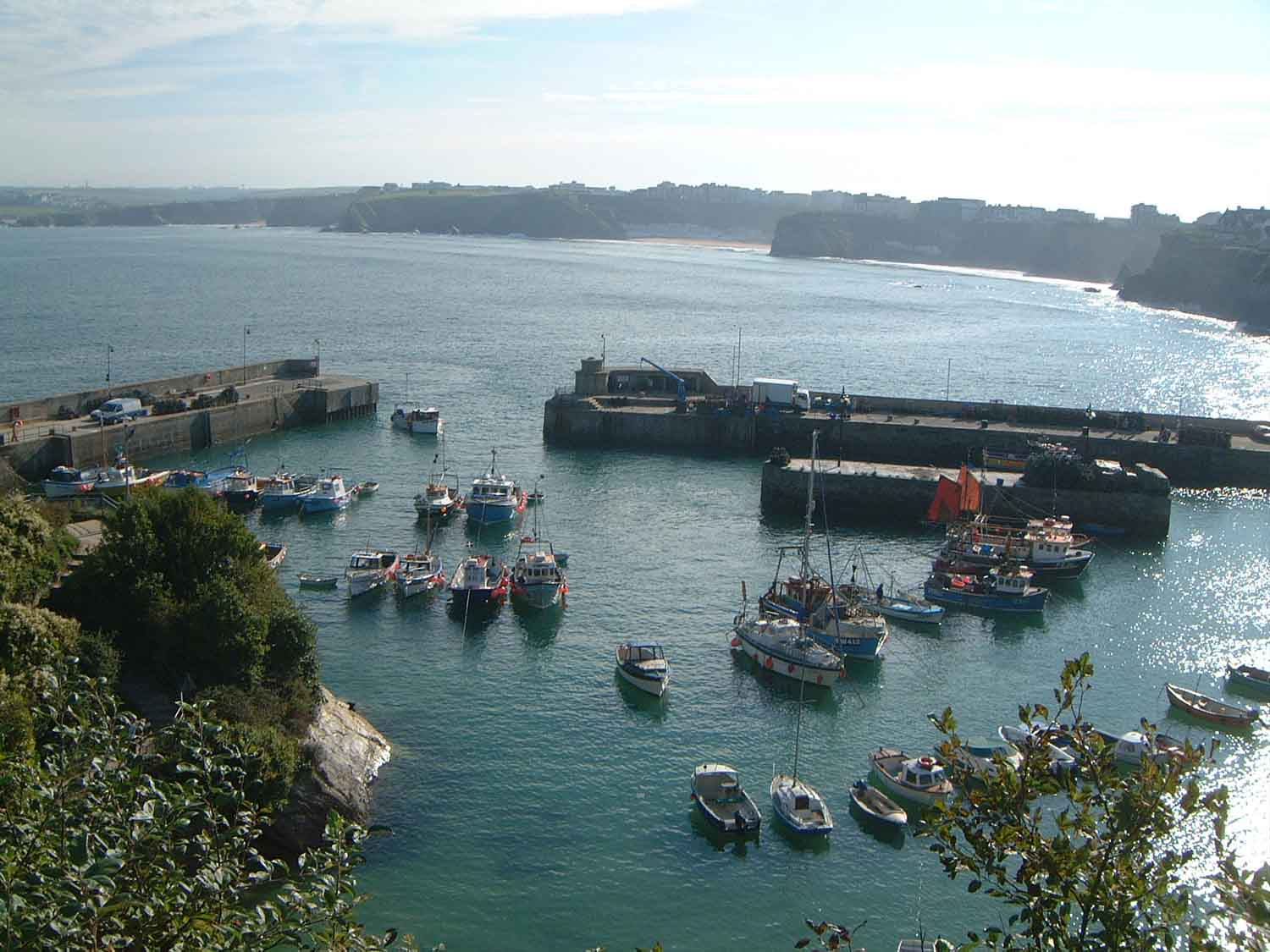
Na szlaku – w Newquay

W związku z licznymi wzniesieniami i obniżeniami terenu w miejscach licznych ujść rzek szlak uważany jest za trudny. Całkowita zmiana poziomów na szlaku wynosi 35 051 m, co daje czterokrotną wysokość bezwzględną Mount Everestu. Najwyższym wzniesieniem na szlaku jest Great Hangman koło Combe Martin, wznoszący się na wysokość 318 m n.p.m. Najniższy punkt – poziom morza. Szlak przebiega przez obszary znajdujące się na liście Światowego Dziedzictwa UNESCO – Wybrzeże Jurajskie i Krajobraz górniczy Kornwalii i Zachodniego Devonu.

## Historia

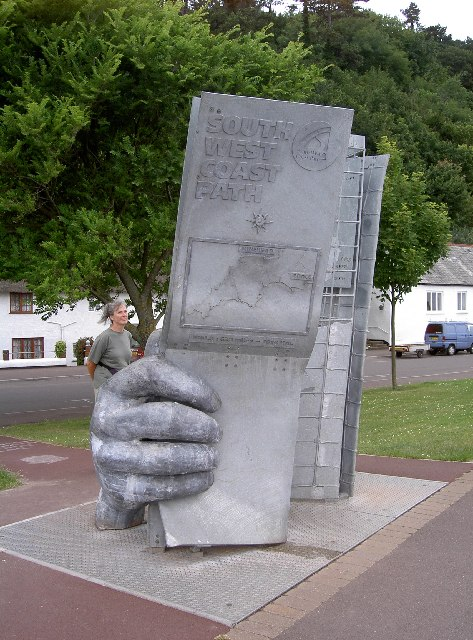
Początek szlaku w Minehead

Początkowo wiele elementów szlaku było ścieżkami stworzonymi przez straż nadbrzeżną, po których strażnicy poruszali się na trasach między poszczególnymi latarniami morskimi w poszukiwaniu przemytników. Ścieżki musiały charakteryzować się dobrą widocznością, w konsekwencji wiele z nich przebiega przez wysoko położone punkty, rzadko jednak łączy dwa dowolne punkty na trasie w najkrótszy możliwy sposób.
Szlak został stworzony przez organizację Natural England. Tworzono go partiami, a ostatnia część, prowadząca z Minehead do Kornwalii, została oddana do użytku w roku 1978.

## Administracja szlaku
Szlak nie jest już używany przez straż nadbrzeżną, został przekształcony w trasę turystyczną. Podlega przepisom z 2000 roku o udostępnieniu ścieżek pieszym, nawet jeśli te przebiegają przez teren prywatny. Częściowo szlak utrzymywany jest przez fundację National Trust, która jest właścicielem części wybrzeża.
Interesów szlaku turystycznego i turystów strzeże Stowarzyszenie Szlaku West South Coast Path, zarejestrowana fundacja charytatywna. Powstała ona w roku 1973 i wspiera wszelkie inicjatywy dotyczące przebiegu szlaku, usprawnień i konserwacji. Szlak jest konserwowany przez specjalną ekipę South West Coast Path Team.

## Znaczenie szlaku

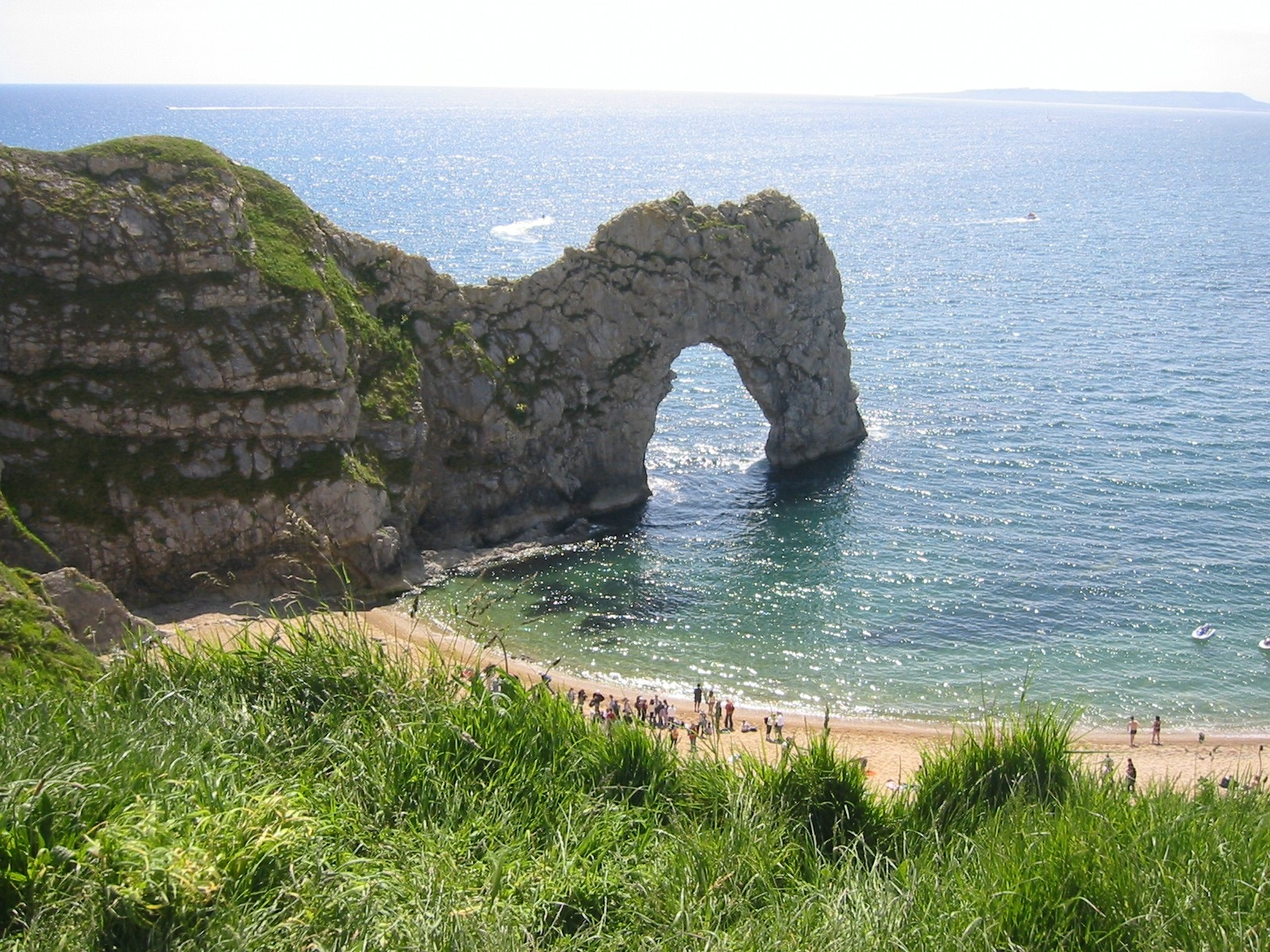
Durdle Door w hrabstwie Dorset

W 1990 roku obliczono, że szlak wnosił do rozwoju kwotę 15 milionów GBP rocznie. Nowe obliczenia z roku 2003 wskazują, że trasa generowała 300 milionów funtów rocznie, przyczyniając się do utrzymania 7 500 miejsc pracy. Z tych samych badań wynika, że 27,6 procent turystów przybyło do południowo-zachodniej Anglii właśnie ze względu na szlak, a wydawali oni 136 milionów GBP rocznie. Mieszkańcy regionu odbyli 23 miliony spacerów szlakiem i wydali 116 milionów GBP.

## Przebieg szlaku

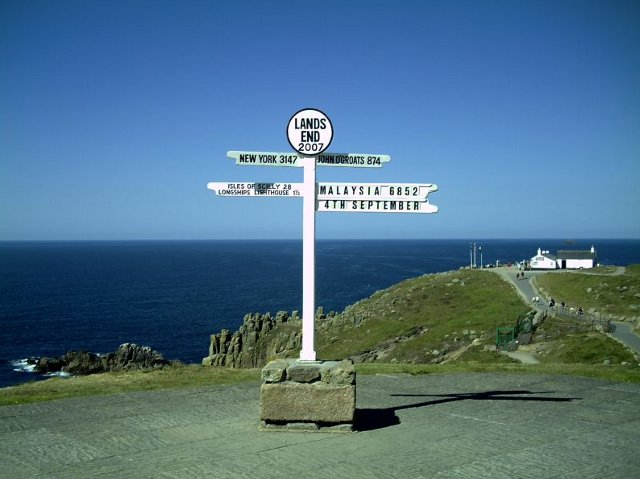
Na Land’s End szlak zmienia kierunek z południowo-zachodniego na północno-wschodni

Szlak przebiega przez hrabstwa Somerset, Devon (dwukrotnie), Kornwalię, Dorset.
Miasta na szlaku:
Minehead – Lynmouth – Ilfracombe – Braunton – Barnstaple – Westward Ho! – Bude – Boscastle – Padstow – Newquay – St Ives – St Just – Land’s End – Mousehole – St Michael’s Mount – Lizard – Falmouth – Mevagissey – Fowey – Looe – Plymouth – Salcombe  - Dartmouth – Brixham – Paignton – Torquay – Teignmouth – Dawlish – Exmouth – Budleigh Salterton – Sidmouth – Seaton – Lyme Regis – Weymouth – Swanage – Poole.
Wsie i inne ważne obiekty na szlaku:
Combe Martin, Park Narodowy Exmoor, Hangman, Woolacombe, Tintagel, Cape Cornwall, Carrick Roads